# Hemicloeina gayndah
Hemicloeina gayndah là một loài nhện trong họ Trochanteriidae. Loài này phân bố ở Queensland.